# Samuel Kenton
Samuel Kenton Millis (Limón, 9 de enero de 1988) es un futbolista costarricense. Juega de delantero y su equipo actual es la AD Carmelita de la Primera División de Costa Rica.

## Clubes
| Club         | País       | Año             |
| ------------ | ---------- | --------------- |
| Saprissa     | Costa Rica | 2011 - 2012     |
| AD Carmelita | Costa Rica | 2012 - presente |